# Katherine Parkinson
Katherine Jane Parkinson, född 9 mars 1978 i Hounslow, London, är en brittisk skådespelare.

## Filmografi i urval
- 2005–2009 – Doc Martin (TV-serie)
- 2006–2013 – IT-supporten (TV-serie)
- 2008 – Små skandaler
- 2008 – Hopplös och hatad av alla
- 2009 – The Boat That Rocked
- 2009–2010 – Old Guys (TV-serie)
- 2009 – St. Trinian's II
- 2010 – Whites (TV-serie)
- 2014 – The Honourable Woman (TV-serie)
- 2015 – Humans (TV-serie)
- 2018 – Guernseys litteratur- och potatisskalspajssällskap
- 2027 – Harry Potter (TV-serie)